# La Défense (Bürogebäude)

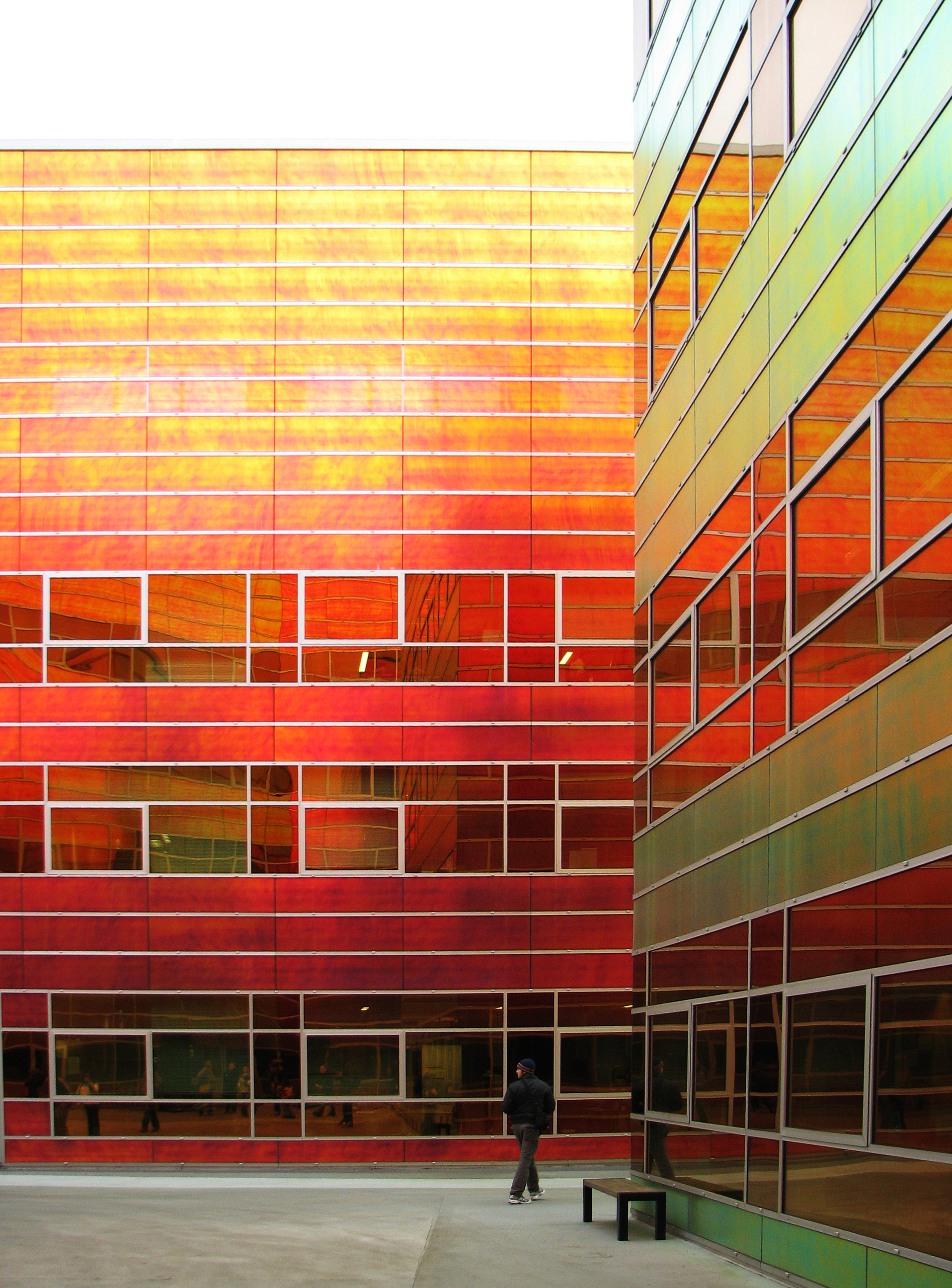
La Defense

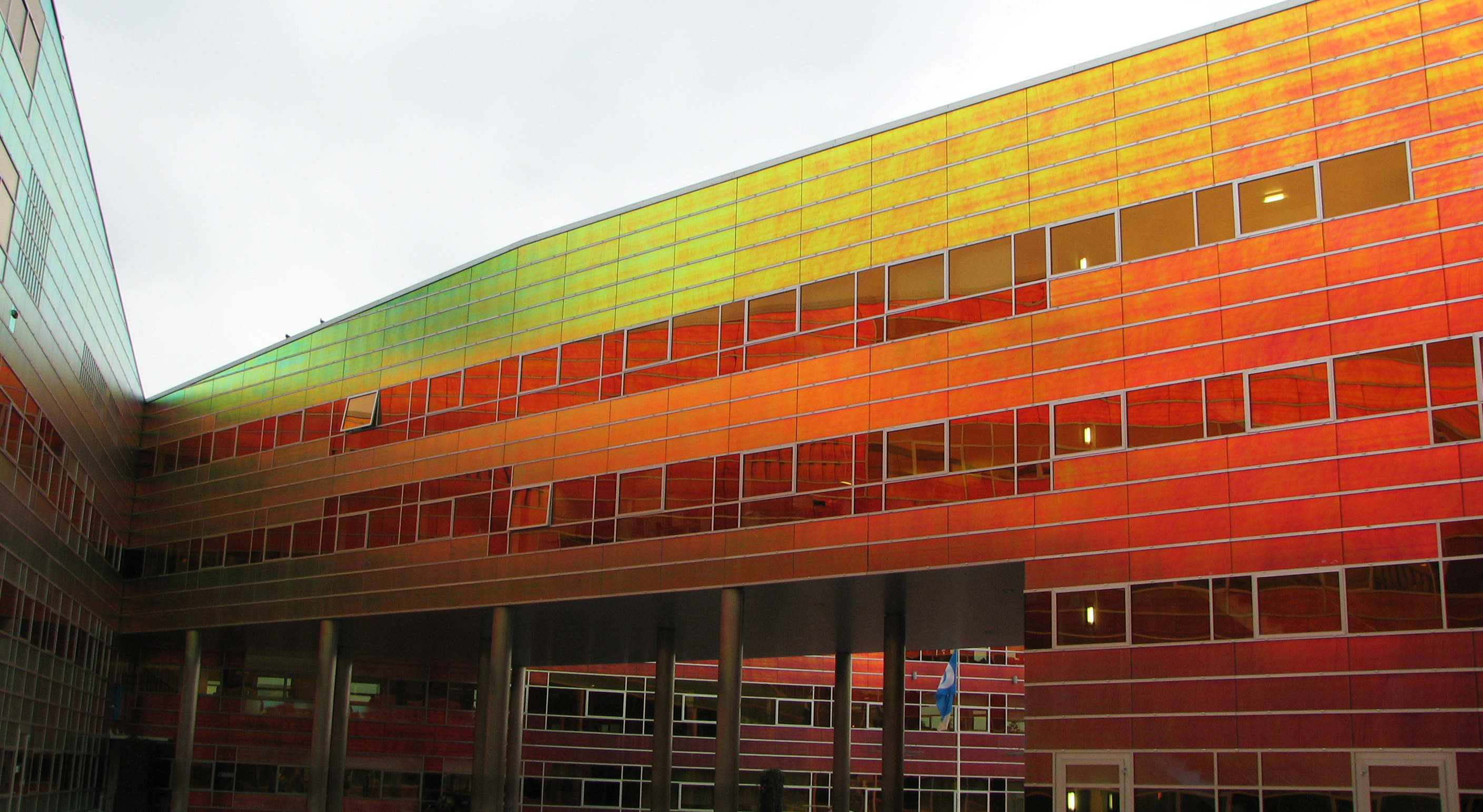
La Defense

La Défense ist ein Bürogebäude mit Parkhaus in Almere in den Niederlanden, dessen architektonische Besonderheit zuvorderst seine Glasfassade darstellt. Es wurde vom Architekturbüro UNStudio unter der Leitung von Ben van Berkel und Caroline Bos entworfen. Nach fünfjähriger Bauzeit wurde das Gebäude 2004 an den Bauherrn Eurocommerce, Deventer (NL) übergeben. Die Baukosten beliefen sich auf 38,3 Millionen US-Dollar.
Der Gebäudekomplex liegt am Willem Dreesweg direkt hinter dem Hauptbahnhof von Almere, auf dessen erweitertem Gelände ein Business-Park entstanden ist. Die überbaute Fläche beträgt 21.700 m², die Tiefgarage verfügt über 235 PKW-Parkplätze. Die einzelnen Gebäudeelemente sind ineinander verzahnt angeordnet. Durch diese Bauart der gassenartigen Schluchten ergibt sich eine inhomogene Struktur, deren Anordnung in Verbindung mit der bunten Glasfassade zum expressiven Erscheinungsbild der Gesamtanlage beiträgt. Das tragende Element des Gesamtkonzeptes und der Schlüssel des Projekts wurde mittels einer dichromatischen Folie möglich, einer Folie, die aufgrund besonderer Kristalle in der Lage ist, die Farbe je nach Herkunft des Lichts zu verändern.
Der Innenbereich der Büroräume wurde in Modulbauweise ausgelegt. Somit kann die Nutzflächen jederzeit an den jeweiligen Bedarf angepasst werden. Die Gebäudehülle besteht aus bedrucktem Farbglas, das je nach solarer Einstrahlung dem notwendigen Klimabedarf angepasst und in Verbindung mit einer Quellbelüftung in den Decken steht. Die Abluft wird über dezentrale Bodenkanäle über die Fassade dem Heizungs- und Belüftungssystem wieder zugeführt. Durch freiliegende Betondeckenelemente mit integrierter Bauteilkühlung wurde hoher thermischer Komfort in Verbindung mit optimaler Beleuchtung der Innenbereiche erreicht.

## Nominierungen
- 2005: Nominierung für den Architecture Award Almere
- 2005: Nominierung für den Mies van der Rohe Award for European Architecture